# Lit-et-Mixe
Lit-et-Mixe är en kommun i departementet Landes i regionen Nouvelle-Aquitaine i sydvästra Frankrike. Kommunen ligger i kantonen Castets som tillhör arrondissementet Dax. År 2022 hade Lit-et-Mixe 1 704 invånare.

## Befolkningsutveckling
Antalet invånare i kommunen Lit-et-Mixe
Referens:INSEE